# 조지 그레이엄
조지 그레이엄(영어: George Graham, 1944년 11월 30일 ~ )은 영국 스코틀랜드 출신의 전 축구 감독이다.

## 선수 경력
애스턴 빌라 FC, 첼시 FC, 아스널 FC, 맨체스터 유나이티드 FC를 비롯하여 여러 클럽에서 활약하였다.

## 지도자 경력
밀월 FC에서 감독 경력을 시작하였으며 1986년부터 아스널 FC의 감독을 맡아 아스널의 제3의 전성기를 일구었다.